# Киринка
Киринка — река в России, протекает в Большемурашкинском  и Лысковском районах Нижегородской области. Устье реки находится в 34 км по правому берегу реки Сундовик. Длина реки составляет 11 км.
Река вытекает из небольшого пруда в черте села Ивановское в 14 км к северо-востоку от посёлка Большое Мурашкино. Течёт на северо-запад, протекает через село Ивановское и деревню Синцово Большемурашкинского района и вдоль села Сёмово Лысковского района. Возле последнего села она и впадает в Сундовик.

## Данные водного реестра
По данным государственного водного реестра России относится к Верхневолжскому бассейновому округу, водохозяйственный участок реки — Волга от устья реки Ока до Чебоксарского гидроузла (Чебоксарское водохранилище), без рек Сура и Ветлуга, речной подбассейн реки — Волга от впадения Оки до Куйбышевского водохранилища (без бассейна Суры). Речной бассейн реки — (Верхняя) Волга до Куйбышевского водохранилища (без бассейна Оки).
По данным геоинформационной системы водохозяйственного районирования территории РФ, подготовленной Федеральным агентством водных ресурсов:
- Код водного объекта в государственном водном реестре — 08010400312110000034998
- Код по гидрологической изученности (ГИ) — 110003499
- Код бассейна — 08.01.04.003
- Номер тома по ГИ — 10
- Выпуск по ГИ — 0